# Mikro hidroelektrana Bujan
Mikro hidroelektrana Bujan ili μHE Bujan je mala hidroelektrana na rijeci Kupčini, koja je lijeva pritoka rijeke Kupe. μHE Bujan je hidroelektrana pribranskog tipa s kratkim derivacijskim kanalom, te ima jedan asinkroni generator od 80 kVA s Francisovom turbinom. μHE Bujan je izgrađena 1995., a instalirana snaga je 45 kW. U 2009. je proizvedeno 95 MWh električne energije i postignuto je vršno opterećenje od 41,44 kW. μHE Bujan je priključena direktnim izlazom na trafostanicu Staničaki. U μHE se nalazi jedan asinkroni generator nazivne snage od 50 kVA, te je mHE predviđena za paralelni rad s mrežom bez mogućnosti otočnog rada.